# Al-Wehdat Sports Club
L'Al-Wehdat Sports Club, meglio noto come Al-Wehdat, è una società calcistica giordana di Amman.
Fondato nel 1956 da un gruppo di rifugiati palestinesi ospiti del campo profughi di Al-Wehdat, è il secondo club più titolato della Giordania, avendo vinto 17 campionati giordani, 13 Coppe di Giordania, 15 Supercoppe di Giordania e 10 Coppe della Federazione giordana (record).
Disputa le partite interne allo stadio Re Abdullah di Amman.

## Palmarès

### Competizioni nazionali
- Campionato giordano: 17

1980, 1987, 1991, 1994, 1995, 1996, 1997, 2004-2005, 2006-2007,2007-2008, 2008-2009, 2010-2011, 2013-2014, 2014-2015, 2015-2016, 2017-2018, 2020
- Coppa di Giordania: 13

1982, 1985, 1989, 1996, 1997, 2000, 2008-2009, 2009-2010, 2010-2011, 2013-2014, 2022, 2023-2024, 2024-2025
- Supercoppa di Giordania: 15

1989, 1992, 1997, 1998, 2000, 2001, 2005, 2008, 2009, 2010, 2011, 2014, 2018, 2021, 2023
- Coppa della Federazione giordana: 10 (record)

1982, 1983, 1988, 1995, 2002, 2004, 2008, 2010, 2017, 2020

### Altri piazzamenti
- Campionato giordano:

Secondo posto: 1999, 2000, 2001, 2002-2003, 2009-2010, 2024-2025
Terzo posto: 2003-2004, 2005-2006, 2011-2012
- Supercoppa di Giordania:

Finalista: 1981, 1983, 1986, 1993, 1995, 1996, 1997, 2015, 2016
- Coppa dell'AFC:

Semifinalista: 2006, 2007, 2011
Semifinale zonale: 2017, 2019

### Calciatori in rosa
Aggiornata al 2020.
| N. |                      | Ruolo | Calciatore          |
| -- | -------------------- | ----- | ------------------- |
| 1  | Giordania (bandiera) | P     | Ahmed Abdel-Sattar  |
| 2  | Giordania (bandiera) | D     | Feras Shelbaieh     |
| 3  | Giordania (bandiera) | D     | Abdullah Naseeb     |
| 4  | Giordania (bandiera) | D     | Mohammad Al-Dmeiri  |
| 5  | Giordania (bandiera) | D     | Yazan Al-Arab       |
| 6  | Giordania (bandiera) | C     | Ahmad Tannous       |
| 7  | Giordania (bandiera) | A     | Ibrahim Al-Jawabreh |
| 9  | Tunisia (bandiera)   | A     | Hichem Essifi       |
| 10 | Giordania (bandiera) | C     | Saleh Rateb         |
| 11 | Giordania (bandiera) | C     | Ahmad Elias         |
| 16 | Giordania (bandiera) | C     | Yazan Thalji        |
| 17 | Giordania (bandiera) | C     | Rajaei Ayed         |

| N. |                      | Ruolo | Calciatore           |
| -- | -------------------- | ----- | -------------------- |
| 18 | Giordania (bandiera) | D     | Tareq Khattab        |
| 20 | Giordania (bandiera) | A     | Shaher Shelbaieh     |
| 21 | Senegal (bandiera)   | A     | Abdou Aziz Ndiaye    |
| 23 | Giordania (bandiera) | C     | Ahmad Tha'er         |
| 26 | Giordania (bandiera) | D     | Daniel Afaneh        |
| 29 | Giordania (bandiera) | C     | Mohanad Simreen      |
| 30 | Siria (bandiera)     | C     | Fahd Youssef         |
| 66 | Giordania (bandiera) | D     | Salim Obaid          |
| 77 | Giordania (bandiera) | C     | Fadi Awad            |
| 88 | Giordania (bandiera) | P     | Feras Saleh          |
| 90 | Giordania (bandiera) | C     | Ahmed Samir          |
| 99 | Giordania (bandiera) | P     | Abdallah Al-Fakhouri |